# Ibn al-Chattáb
Ibn al-Chattáb, též Emír Chattáb, vlastním jménem Samir Sálih Abdulláh al-Suwailem (arabsky صالح عبد الله السويلم‎) narozený 14. dubna 1963 či 1969, byl panislamistický džihádista a polní velitel. Ve známost vešel především pro své angažmá v první a druhé válce v Čečensku, kde byl nakonec 20. března 2002 i zabit otráveným dopisem od FSB.
Podle amerického specialisty na džihádismus Muhammada al-Ubaydiho zůstává al-Chattáb relevantním i po své smrti, neboť je jakýmsi prototypem panislamistického salafisty – ač etnický Arab, tak se účastnil konfliktů v Afghánistánu, (údajně) Ázerbájdžánu, Tádžikistánu, Bosně, Dagestánu a Čečensku a kromě rodné arabštiny ovládal i paštštinu, perštinu, ruštinu, angličtinu a kurdštinu. To spolu s využíváním (tehdy) moderních technologií, jako je natáčení videí, vedlo k jeho schopnosti islamistickou propagandou oslovovat muslimy po celém světě.

## Osobní život a vzdělání
Původ al-Chattába není úplně jasný, podle některých zdrojů jde o potomka jordánských Čerkesů narozeného v roce 1963. Častěji se však uvádí narození v roce 1969 v Araru v Saúdské Arábii, a to do bohaté rodiny arabského beduína a syrské Turkmenky. Sám al-Chattáb se identifikoval jako Arab a zmiňoval vztah k Saúdské Arábii i Jordánsku a blíže svůj původ upřesnit odmítal, jeho rodina nicméně minimálně v pozdější době skutečně žila v Saúdské Arábii.
Chattábův bratr ho popsal jako výborného studenta, který na střední škole dosáhl hodnocení 94 % a původně chtěl pokračovat ve studiu ve Spojených státech a stát se chirurgem. Na rozdíl od svých sourozenců se však také značně zajímal o islám a fascinoval ho především život Umara ibn al-Chattába, po němž mu také jeho okolí začalo říkat, což přijal za své. Podle svého bratra se nakonec v roce 1987 ve svých 17 letech (podle al-Chattába v 18) přidal k afghánským mudžáhedínům bojujícím proti sovětským vojskům a domů se odmítl vrátit, ačkoliv mu otec nabízel pořízení domu. Rodinu měl v Saúdské Arábii navštívit jen dvakrát, naposledy v roce 1993.

## Kariéra mudžáhida

### Afghánistán
Během sovětské války v Afghánistánu přišel Ibn al-Chattáb při nehodě s improvizovaným výbušným zařízením o většinu pravé ruky. Se zraněním nikdy nevyhledal odbornou pomoc a léčil se s pomocí medu, jak vyplývalo z tradiční islámské medicíny. V Afghánistánu zůstal i během občanské války a v roce 1989 se zúčastnil neúspěšné bitvy o Džalálábád.
Z pozdějších vyjádření al-Chattába víme, že se do Afghánistánu vrátil v roce 1994, kde se v březnu setkal s Usámou bin Ládinem a prohlédl si výcvikové tábory v provincii Chóst. Do Afghánistánu se vrátil znovu v květnu, tentokrát již se skupinou čečenských bojovníků, s nimiž podstoupil výcvik v táborech Al-Kaídy.
V Afghánistánu se také podle všeho zrodila jeho celoživotní nenávist k Rusku – v roce 1999 v rozhovoru pro The New York Times prohlásil: „Neříkám, že americká demokracie je lepší, nicméně ruská armáda byla hrozná. V Afghánistánu za nepřátele označovala celý národ.“

### Ázerbájdžán, Tádžikistán, Bosna a Hercegovina
Podle arménských zdrojů měl al-Chattáb v roce 1992 bojovat jako jeden z dobrovolníků na straně Ázerbájdžánu v první válce o Náhorní Karabach, kde se měl také setkat se Šamilem Basajevem. Ázerbájdžánské ministerstvo obrany nicméně odmítá, že by za ně kdy al-Chattáb bojoval a popřel to i mluvčí Aslana Maschadova.
Mezi lety 1993 až 1994 se Ibn al-Chattáb účastnil občanské války v Tádžikistánu, kde bojoval na straně Spojené tádžické opozice.
V dokumentárním filmu The Smell of Paradise od BBC al-Chattáb v úryvku jednoho z rozhovorů zmiňuje, že bojoval i ve válce v Bosně a Hercegovině. O jeho angažmá zde není příliš známo, podle některých zdrojů tam ale měl především pomáhat vybudovat výcvikové tábory pro místní muslimské obyvatelstvo.

### Rusko

#### První čečenská válka
Podle tvrzení Chattábova bratra se měl al-Chattáb poprvé doslechnout o konfliktu v Čečensku v televizi v roce 1995. Ještě téhož roku se tam rozhodl odcestovat, což se mu pod krytím televizního reportéra povedlo. Al-Chattáb nicméně v Čečensku skutečně videa bojů natáčel, čímž se snažil získat finanční podporu i nové bojovníky. Působil také jako finanční prostředník mezi zahraničními zdroji a příjemci z řad čečenských povstalců. Brzy po příjezdu se v Čečensku oženil, vzal si sestru poslance státní dumy a předsedy dagestánské pobočky později zakázané Ruské muslimské unie Nadiršacha Chačilajeva, což bylo vnímáno jako další způsob jak dodat konfliktu mezinárodní rozměr.
Al-Chattáb fungoval nicméně i jako klasický bojovník a jeho jednotka se specializovala zejména na přepady ruských obrněných kolon. Jeho první úspěšnou akcí byl přepad ruského konvoje v říjnu 1995, během nějž přišlo o život 47 ruských vojáků. Známou se stala ale zejména akce z dubna 1996, kdy přepad obrněné kolony nejen vedl, ale zároveň i natáčel. V tomto střetu poblíž obce Šatoj bylo zabito kolem stovky ruských vojáků, v důsledku čehož se v Dumě objevily výzvy k demisi ministra obrany Gračova. Na svědomí měl i jeden z posledních útoků války z dubna 1996, kdy při přepadu kolony poblíž Vedeno zemřelo 28 vojáků federálních sil a asi 75 jich bylo zraněno.
Podle jednoho z vyšších čečenských důstojníků Aslanbeka Izmajlova se al-Chattáb projevil jako dobrý bojovník, ale „ne až tak dobrý velitel“. Izmajlov nicméně ocenil, že na konci války citujíc korán zabránil zastřelení údajných zrádců.

#### Éra Čečenské republiky Ičkerie
Brzy po konci první čečenské války byl v roce 1996 z rozhodnutí prezidenta Aslana Maschadova jmenován velitelem jednoho z výcvikových center ozbrojených sil Čečenské republiky Ičkerie. V roce 1997 byl Zelimchanem Jandarbijevem povýšen do hodnosti generála a vyznamenán dvojicí nejvyšších vojenských ocenění republiky Ičkerie – Řádem za odvahu a Medailí chrabrého bojovníka.
Brzy nicméně začal pod názvem Mudžáhedíni v Čečně budovat vlastní soukromou armádu složenou z Arabů, Turků, Čečenců, Kurdů a jiných zahraničních dobrovolníků, s nimiž vybudoval v horách výcvikové tábory. V nich probíhal výcvik nejen Čečenců, ale i dalších bojovníků ze Severního Kavkazu a zemí střední Asie. Dvacátého druhého prosince 1997 s touto svou skupinou a dagestánskými povstalci napadl základnu 136. obrněné brigády 58. divize ruské armády v dagestánském Bujnaksku.

#### Válka v Dagestánu
Sedmého srpna 1997 skupina zhruba 1 500 až 2 000 islamistických bojovníků tvořených především Islámskou mezinárodní mírotvornou brigádou vtrhla do sousedního Dagestánu, čímž začala válka v Dagestánu. Operaci velel po vojenské stránce al-Chattáb, celkovým velitelem pak byl Šamil Basajev. Operace, která vyústila ve smrt stovek ruských a dagestánských vojáků a dalších příslušníků ozbrojených sil, byla nakonec naprosto neúspěšná a stala se jednou ze záminek k druhé čečenské válce.

#### Druhá čečenská válka
V roce 2000 se stal al-Chattáb emírem Mudžáhedínů v Čečně a vedl bojové operace proti ruským vojskům. Zároveň podobně jako v první válce řídil finanční toky ze zahraničí a organizoval přísun zahraničních dobrovolníků. Významným angažmá bylo např. velení v bitvě o kótu 776, kterou čečenští povstalci vyhráli a zabili během ní minimálně 67 ruských výsadkářů nebo útok na konvoj OMON z 29. března 2000, v němž bylo zabito 43 ruských příslušníků.

## Údajná role v bombových útocích na ruské obytné domy
Podle oficiálních závěrů ruského vyšetřování bombových útoků na obytné domy v Rusku v roce 1999 za nimi stál jakožto hlavní objednatel právě Ibn al-Chattáb. Část historiků, disidentů a politiků se však nicméně domnívá, že ve skutečnosti šlo o operaci pod falešnou vlajkou provedenou FSB s cílem odůvodnit invazi do Čečenska.
Sám al-Chattáb jakoukoliv roli ve výbuších odmítal a pro agenturu Interfax 14. září 1999 prohlásil, že by se „neradi připodobnili k těm, kdo zabíjejí bombami a granáty spící civilisty.“ Je nicméně pravdou, že 13. září (tedy devět dní po prvním výbuchu) v rozhovoru pro agenturu AP vyhrožoval, že „od teď budou naše bomby všude. Ať Rusko počká na naše exploze ve svých městech.“ Izraelský Mezinárodní protiteroristický institut (ICT) v této souvislosti uvádí, že al-Chattáb vždy deklaroval pouze zájem obnovit islámský Dagestán v hranicích z 19. století, ale nikdy na rozdíl třeba od bin Ládina nemluvil o širším boji proti kulturnímu Západu.

## Vztah s bin Ládinem
Ibn al-Chattáb se znal s bin Ládinem z dob bojů v Aghánistánu, nakolik však jejich vztahy trvaly v pozdější době, je nejisté. Ruští představitelé se vztahy obou džihádistů snažili vykreslit jako silné a spojit tak al-Chattába i s útoky na americké ambasády v Africe, nicméně žádné silné důkazy pro to nenabídli a vyšetřování těchto útoků zapojení al-Chattába neodhalilo.
Oba muži byli wahhábisté, rozcházeli se však ve svých cílech, kdy al-Chattáb se soustředil na boj s Ruskem a to především v oblasti Dagestánu, zatímco Usáma bin Ládin vedl globální válku proti kulturnímu západu a zejména Spojeným státům. Podle libanonsko-amerického akademika Faweze Gergese z těchto důvodů fungovali odděleně, ale snažili se navzájem se zatahovat do svých plánů. Bin Ládin takto např. dle autora doufal, že by se přes kontakty al-Chattába mohl dostat k ruským zbraním hromadného ničení, či alespoň materiálům na výrobu špinavé bomby. Americký bezpečnostní expert Richard A. Clarke uvádí, že bin Ládin posílal al-Chattábovi pro jeho čečenské tažení peníze, zbraně a arabské veterány.
Izraelský Mezinárodní protiteroristický institut (ICT) v roce 1999 uváděl, že al-Chattáb nikdy nepoužíval rétoriku bin-Ládina a zřejmě vůči němu nemá ani žádné reálné závazky, neboť financování mu zajišťují především zdroje ze Saúdské Arábie a dalších států Perského zálivu.
Sám al-Chattáb už v roce 1999 tvrdil, že s bin-Ládinem v kontaktu není, byť ho zná z Afghánistánu. Na dotaz The New York Times ohledně útoků al-Káidy na americké základny v Saúdské Arábii nicméně odvětil, že Američané „zabrali naše území a muslimové mají právo uchýlit se k takovému řešení.“

## Smrt
Ibn al-Chattáb zemřel 20. března 2002 poté, co byl otráven dopisem doručeným mu jeho domnělým přítelem, dagestánským kurýrem Ibragimem Alaurim, který pracoval jako dvojitý agent FSB. Dopis zřejmě obsahoval nervově paralytickou látku, podle některých zdrojů sarin či jeho derivát, přesný mechanismus ale není znám. Al-Chattáb měl dle některých zdrojů zemřít v řádu minut od vystavení látce, podle jiných přibližně po hodině a půl.
FSB údajně zjistila, že al-Chattáb pravidelně dostává dopisy a zásilky doručované kurýrem Alaurim z tajné schránky v Ázerbájdžánu a usoudila, že otrávený dopis bude nejlepším způsobem jak ho zabít. Zpracování kurýra trvalo ruským zpravodajcům údajně šest měsíců. Ibragim Alauri byl původně zadržen přímo na místě když se al-Chattábovi udělalo nevolno, ten ho ale ještě stihl nařídit propustit s tím, že se musí stihnout vrátit do Baku. Když se však ukázalo, že skutečně doručil al-Chattábovi jed, nařídil Šamil Basajev jeho likvidaci. Tělo Ibragima Alauriho bylo zhruba po měsíci od incidentu nalezeno svázané na okraji Baku s pětinásobným průstřelem hlavy. Nástupcem al-Chattába v roli emíra Mudžáhedínů v Čečně se stal Abu Al-Walíd.
V ruštině a čečenštině se i po jeho smrti používá termín chattábka (rusky хаттабка) jako označení pro improvizovaný ruční granát vytvořený ze sovětských nábojů do granátometů, jako jsou např. VOG-17/M pro AGS-17.